# Bengt Z Norström
Bengt Z Norström (egentligen Bengt Hilmar Norström), född 26 maj 1944 i Söderhamn, död 27 januari 2019 i Uppsala, var en svensk reklamman, författare och förläggare.
Norström, som var son till försäljningschef Hilmar Norström och ämneslärare Walny Melin, bedrev reklamstudier i England 1964–1965. Han var kolumnist, frilans och redaktör för olika tidskrifter, biträdande nattredaktör och bedrev egen reklamrörelse 1966–1970. Han blev filosofie kandidat vid Uppsala universitet 1971, var informations- och utställningschef vid Norrlands Center AB i Stockholm 1970–1976, informationschef för Maskinägarnas ekonomiska förening 1977–1978, drev den egna annonsbyrån Z-PRoduction i Stockholm och Uppsala 1979–1982 samt var verkställande direktör för Stockholms Mäss- & Marknadsservice AB från 1982. Han var ansvarig för bland annat utställningarna Produkte aus Nord-Schweden 1971, Hälsingekonst och Gästrikekonst 1971, Allt för fisket 1974 och Allt för jakt 1975. Tillsammans med biskop emeritus Tord Harlin gav han ut ett större antal böcker om kyrkobyggnader i Uppland. Norström är begravd på Uppsala gamla kyrkogård.